# 우리는 언제나 성에 살았다 (영화)
《우리는 언제나 성에 살았다》(영어: We Have Always Lived in the Castle)는 2018년 제작된 미국의 미스터리 스릴러 영화로, 셜리 잭슨의 1962년작 동명 소설을 원작으로 한다. 스테이지 패슨 감독이 연출하고, 타이사 파미가, 알렉산드라 다다리오, 크리스핀 글러버, 세바스티안 스탄 등이 출연하였다.

## 출연
- 타이사 파미가 - 메리캣 블랙우드 역
- 알렉산드라 다다리오 - 콘스턴스 블랙우드 역
- 세바스티안 스탄 - 찰스 블랙우드 역
- 크리스핀 글러버 - 줄리언 블랙우드, 삼촌 역
- 폴라 맬컴슨 - 헬렌 클라크 역
- 피터 쿠넌 - 보비 더넘 역
- 조앤 크로퍼드 - 스텔라 역
- 애나 뉴전트 - 루실 라이트 역
- 피터 오마라 - 샘 클라크 역
- 리즈 오설리번 - 해리스 부인 역
- 보스코 호건 - 네드 노인 역
- 스티븐 호건 - 존 블랙우드 역
- 마리아 도일 케네디 - 블랙우드 부인 역
- 패트릭 조지프 번스 - 엘버트 씨 역